# Campionati europei di canoa slalom 1996
I Campionati europei di canoa slalom 1996 sono stati la 1ª edizione della competizione continentale. Si sono svolti ad Augusta, in Germania, dal 29 agosto al 1 settembre 1996.

## Medagliere
| Pos.   | Paese      | Oro | Argento | Bronzo | Totale |
| ------ | ---------- | --- | ------- | ------ | ------ |
| 1      | Germania   | 3   | 2       | 2      | 7      |
| 2      | Rep. Ceca  | 2   | 3       | 0      | 5      |
| 3      | Slovenia   | 1   | 1       | 1      | 3      |
| 4      | Irlanda    | 1   | 0       | 0      | 1      |
| 4      | Svizzera   | 1   | 0       | 0      | 1      |
| 6      | Slovacchia | 0   | 1       | 2      | 3      |
| 7      | Polonia    | 0   | 1       | 1      | 2      |
| 8      | Austria    | 0   | 0       | 1      | 1      |
| 8      | Italia     | 0   | 0       | 1      | 1      |
| Totale | Totale     | 8   | 8       | 8      | 24     |

## Podi

### Uomini
| Evento              | Oro | Punti  | Argento | Punti  | Bronzo                                                                                     | Punti  |
| Canoa C-1           | Simon Hočevar                                                                                          | 119.40 | Sören Kaufmann | 122.06 | Martin Lang                                                                                | 122.36 |
| Canoa C-1 a squadre | Germania Sören Kaufmann Martin Lang Vitus Husek                                                        | 143.44 | Rep. Ceca Pavel Janda David Jančar Lukáš Pollert                                                                             | 162.18 | Slovenia Dejan Stevanovič Simon Hočevar Sebastjan Linke                                    | 165.00 |
| Canoa C-2           | Svizzera Peter Matti Ueli Matti                                                                        | 129.85 | Rep. Ceca Miroslav Šimek Jiří Rohan                                                                                          | 133.42 | Polonia Krzysztof Kołomański Michał Staniszewski                                           | 135.55 |
| Canoa C-2 a squadre | Germania André Ehrenberg & Michael Senft Rüdiger Hübbers & Udo Raumann Manfred Berro & Michael Trummer | 168.27 | Polonia Jarosław Nawrocki & Konrad Korzeniewski Andrzej Wójs & Sławomir Mordarski Krzysztof Kołomański & Michał Staniszewski | 177.02 | Slovacchia Ľuboš Šoška & Peter Šoška Milan Kubáň & Marián Olejník Roman Štrba & Roman Vajs | 177.96 |
| Kayak K-1           | Ian Wiley                                                                                              | 111.46 | Miroslav Stanovský | 116.45 | Jochen Lettmann                                                                            | 117.56 |
| Kayak K-1 a squadre | Germania Jochen Lettmann Thomas Becker Thomas Schmidt                                                  | 131.51 | Slovenia Miha Štricelj Andraž Vehovar Jure Pelegrini                                                                         | 131.84 | Austria Günter Martinsich Manuel Köhler Helmut Oblinger                                    | 136.29 |

### Donne
| Evento              | Oro                                                            | Punti  | Argento                                                       | Punti  | Bronzo                                                       | Punti  |
| Kayak K-1           | Marcela Sadilová                                               | 131.22 | Štěpánka Hilgertová                                           | 133.81 | Elena Kaliská                                                | 135.89 |
| Kayak K-1 a squadre | Rep. Ceca Marcela Sadilová Štěpánka Hilgertová Irena Pavelková | 156.10 | Germania Kordula Striepecke Evi Huss Elisabeth Micheler-Jones | 174.09 | Italia Cristina Giai Pron Barbara Nadalin Lorenza Lazzarotto | 178.26 |